# Arctosa janetscheki
Arctosa janetscheki är en spindelart som beskrevs av Jan Buchar 1976. Arctosa janetscheki ingår i släktet Arctosa och familjen vargspindlar.
Artens utbredningsområde är Nepal. Inga underarter finns listade i Catalogue of Life.